# Controvérsia sobre o papel das vacinas no autismo
A Controvérsia sobre o papel das vacinas no autismo ou controvérsia sobre a vacina VASPR teve início em 1998 com a publicação de um artigo de investigação fraudulento na revista The Lancet, que associava a vacina combinada anti sarampo, papeira e rubéola (VASPR ou MMR) com a colite e perturbações do espectro autista. As alegações do artigo foram amplamente divulgadas pela imprensa britânica, provocando pânico social e uma diminuição acentuada da vacinação no Reino Unido e na Irlanda. Isto levou ao aumento do número de casos de sarampo e papeira, que resultaram em várias mortes ou lesões permanentes. Na sequência das alegações iniciais, foram realizados numerosos estudos epidemiolóicos. As revisões das evidências realizadas pelos Centers for Disease Control and Prevention, pela American Academy of Pediatrics, pelo Institute of Medicine da US National Academy of Sciences, pelo Serviço Nacional de Saúde do Reino Unido e pela Colaboração Cochrane concluíram que não existe qualquer ligação entre a vacina VASPR e o autismo.
Uma investigação liderada pelo jornalista Brian Deer descobriu que Andrew Wakefield, o autor do artigo original que associava a vacina ao autismo, possuía diversos conflitos de interesses não declarados, Apesar de Wakefield insistir que os fundos de suporte legal eram para um outro estudo não publicado, tinha manipulado evidências, e violado vários códigos de ética. O artigo na Lancet foi parcialmente retratado em 2004 e integralmente retratado em 2010. Richard Horton, chefe de redação da Lancet, descreveu o artigo como "totalmente falso" e admitiu que a revista foi enganada. Em maio de 2010, o General Medical Council considerou Wakefield culpado de grave má conduta e foi-lhe retirada a licença para exercer a profissão de médico no Reino Unido. Em 2011, Deer apresentou novas evidências das más práticas de investigação de Wakefield no British Medical Journal, as quais foram acompanhadas de um editorial que descrevia o artigo original como uma fraude. O consenso científico é de que a vacina VASPR (MMR) não tem qualquer ligação com o desenvolvimento de autismo, e que os benefícios desta vacina são largamente superiores a eventuais riscos.
O artigo de Wakefield foi descrito como "possivelmente, a mais prejudicial fraude médica dos últimos 100 anos." Inúmeros médicos, publicações médicas e editores têm descrito as ações de Wakefield como fraudulentas e responsáveis por várias epidemias e mortes.